# Ethan Watters

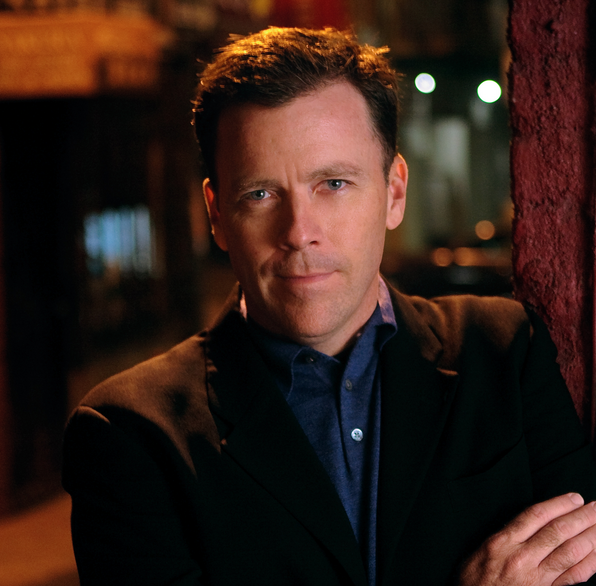
Ethan Watters, 2016

Ethan Watters ist ein US-amerikanischer Autor. Er schreibt u. a. für das New York Times Magazine, Spin, GQ und Mother Jones und lebt mit seiner Familie in San Francisco.

## Leistungen
Watters beschäftigt sich in seinen Texten mit psychiatrischen, psychologischen und psychotherapeutischen Fragestellungen. 
Zusammen mit seinem Ko-Autor, dem Professor für Soziologie Richard Ofshe, war er einer der ersten Wissenschaftsjournalisten, die die Öffentlichkeit über die Fragwürdigkeit der „recovered Memory“-Bewegung in der Psychotherapie aufklärten. Die „recovered memory“-Bewegung machte für viele Formen psychischer Leiden, wie mangelndes Selbstbewusstsein, Depressionen, Unkonzentriertheit oder Ess- und Sexualstörungen verdrängten sexuellen Missbrauch verantwortlich. 
Watters und Ofshe zeigten in ihrem Buch Making Monsters False Memories, Psychotherapy & Sexual Hysteria anhand von Erkenntnissen der psychologischen Gedächtnisforschung Unstimmigkeiten im Störungs- und Therapiekonzept des „recovered-memory“-Therapieansatzes auf. So ist die Annahme quasi-realistischer und zugleich vollkommen verdrängter Erinnerungsspuren wissenschaftlich nicht haltbar. Watters und Ofshe leisteten durch ihr Buch einen Beitrag zum Niedergang dieses Ansatzes. Watters und Ofshe stellten in ihrem Buch die Beeinflussungsmechanismen (wie Hypnose und Fragetechniken) dar, mit denen Psychotherapeuten Patienten zu einer Ausbildung einer Symptomatik implizit angeleitet hatten, die der dissoziativen Identitätsstörung gleichen soll.
Watters vertiefte seine Kritik an Formen der Psychotherapie, die vorwiegend mit unbewussten Prozessen arbeiten, wie sie ursprünglich von Sigmund Freud postuliert wurden, in seinem 1999 erschienenen Buch Therapy's Delusions: The Myth of the Unconscious and the Exploitation of Today's Walking Worried. Als Alternative sieht Watters in diesem Buch noch Pharmakotherapie, einen Ansatz, dem er in seinen späteren Arbeiten deutlich kritischer gegenübersteht. 
Sein aktuelles Buch Crazy like us: Wie Amerika den Rest der Welt verrückt macht erschien 2016 auch auf Deutsch. Ein Vorabdruck der amerikanischen Ausgabe erschien im New York Times Magazine. In Crazy Like Us erweitert Watters seinen kritischen Ansatz auf die unreflektierte Anwendung psychiatrischer Konzepte. Watters wendet sich in diesem Buch an ein breites Publikum. Teilweise im Stil einer Reisereportage geschrieben schildert das Buch Watters Begegnungen mit psychisch Kranken, Psychiatern und Psychotherapeuten auf der ganzen Welt. Watters zeichnet die Wege nach, auf denen sich über Zeitschriften, Zeitungen, Fachmagazine und Meinungsführer psychiatrische Diagnosen um den ganzen Erdball verbreiten – häufig vorangetrieben durch Kampagnen der Pharmaindustrie. 
Watters stützt sich dabei auf die Arbeiten des Medizinhistorikers Edward Shorter. Shorter geht davon aus, dass psychiatrische Diagnosen wie Sinnangebote funktionieren. Sie geben Menschen die Möglichkeit, ihrem Leiden in einer zu ihrer Zeit und in ihrer Kultur akzeptierten Form Ausdruck zu verleihen. 
Der pharmakritische Psychiater David Healy fasste die Hauptaussage von Crazy Like Us folgendermaßen zusammen: „Gruselige Seuchen wie Ebola oder AIDS werden Sie persönlich wahrscheinlich niemals betreffen. In diesem Buch geht es um viel gefährlichere Krankheiten. Sie kommen aus Amerika. Jemand aus Ihrer Familie und ihrem Freundeskreis hat diese Krankheiten mit Sicherheit schon. Oder vielleicht auch Sie selbst.“ 
Watters selbst schreibt in Crazy Like Us über die im Westen verbreiteten Konzeptionen psychischer Störung: "Wenn man sie von fernen Ufern aus betrachtet, sieht man die gesellschaftlichen Vorurteile und Gewissheiten, die unser eigenes Bild von psychischen Krankheiten und dem menschlichen Geist prägen, mit atemberaubender Klarheit. Von diesem Standpunkt aus erscheinen unsere eigenen Annahmen über Wahnsinn und das Selbst plötzlich recht seltsam."

## Werke
- Making Monsters: False Memories, Psychotherapy, And Sexual Hysteria. University of California Press. 1996. ISBN 0-520-20583-9.
- Die missbrauchte Erinnerung dtv. 1996. ISBN 3423305568.
- Therapy's Delusions: The Myth of the Unconscious and the Exploitation of Today's Walking Worried. Scribner. 1999. ISBN 0684835843.
- Crazy like us: Wie Amerika den Rest der Welt verrückt macht, dgvt-Verlag, Tübingen 2016, ISBN 3-87159-222-6.